# Bucovăț
Bucovăț – miasto w środkowej Mołdawii, w rejonie Strășeni. W 2014 roku liczyło 1601 mieszkańców.